# 世界遺産委員会

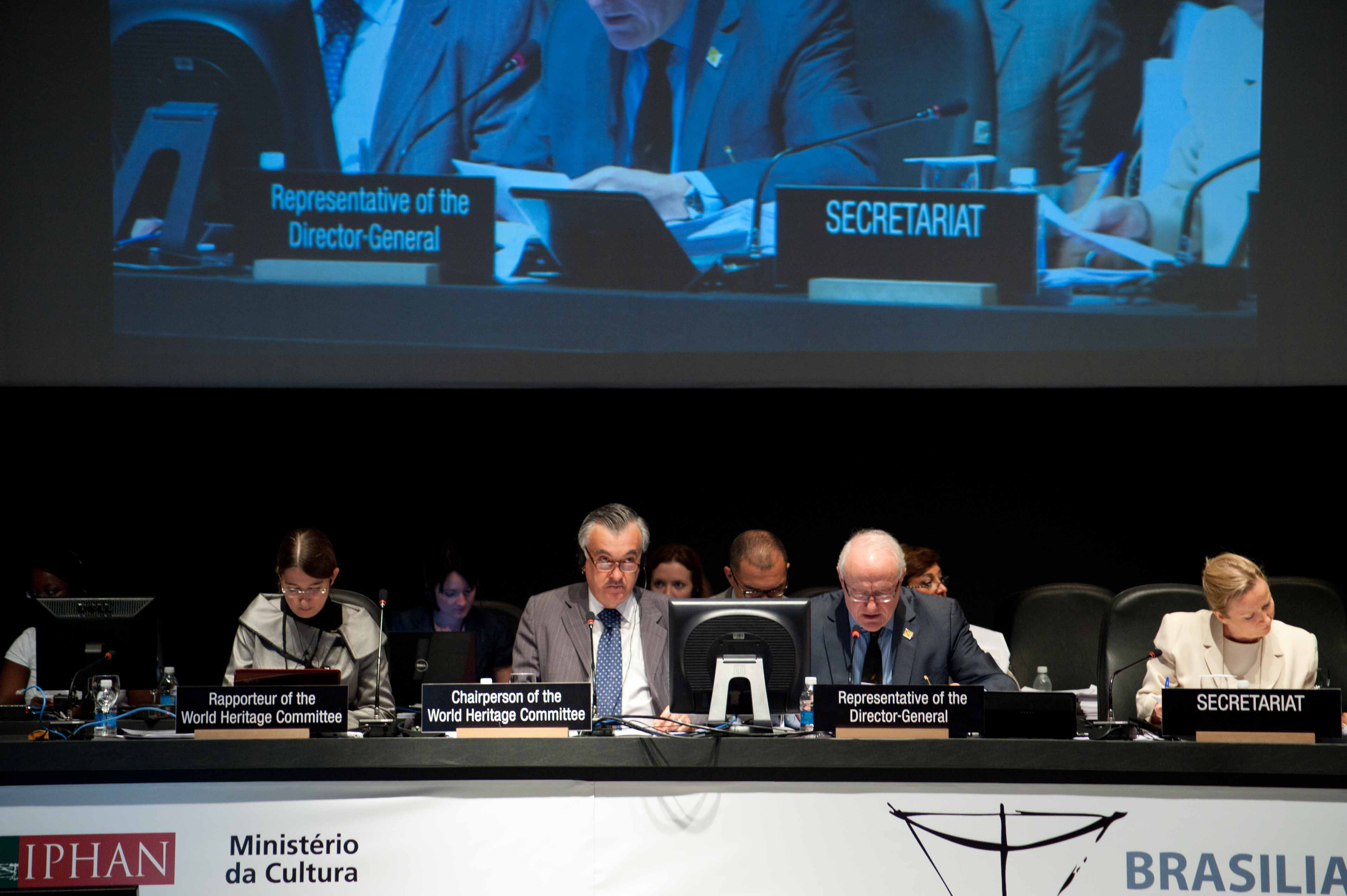
第34回世界遺産委員会（ブラジリア、2010年）

世界遺産委員会（せかいいさんいいんかい）は、世界遺産に関して話し合うための国際連合教育科学文化機関の委員会。正式には「顕著な普遍的価値を有する文化遺産および自然遺産の保護のための政府間委員会」という。世界遺産条約締約国のうち、世界遺産条約締約国総会で選出された21か国の委員国で構成されるが、選出に当たっては地域のバランスが配慮される。委員国の任期は6年だが、自発的に4年に短縮することが可能である。会議には諮問機関である国際自然保護連合 (IUCN)、国際記念物遺跡会議 (ICOMOS)、文化財の保存及び修復の研究のための国際センター (ICCROM) の代表者や非政府組織なども参加する。 事務局は世界遺産センターが務めている。

## 委員国
地域区分と、最低限の選出枠は以下の通りである。
- グループI （西ヨーロッパ・北アメリカ） - 2か国
- グループII （東ヨーロッパ） - 2か国
- グループIII （ラテンアメリカ・カリブ海） - 2か国
- グループIV （アジア・太平洋） - 3か国
- グループV(a) （アフリカ） - 4か国
- グループV(b) （アラブ諸国） - 2か国

## 議題
原則として年1回、会合を持ち、以下の内容について話し合う。
- 世界遺産の新規推薦物件および拡大登録申請物件の審議
- 危機遺産リスト登録物件の加除
- 既存の世界遺産リスト登録物件の保全状況
- 世界遺産基金の運用
- その他、世界遺産条約履行に関する諸事項

## 開催地リスト
| 回 | 開催日程                              | 開催都市                                       |
| -- | ------------------------------------- | ---------------------------------------------- |
| 1  | 1977年6月27日 - 7月1日                | パリ（ フランス）                              |
| 2  | 1978年9月5日 - 8日                    | ワシントンD.C.（ アメリカ合衆国）              |
| 3  | 1979年10月22日 - 26日                 | カイロ&ルクソール（ エジプト）                 |
| 4  | 1980年9月1日 - 5日                    | パリ（ フランス）                              |
| 5  | 1981年10月26日 - 30日                 | シドニー（ オーストラリア）                    |
| 6  | 1982年12月13日 - 17日                 | パリ（ フランス）                              |
| 7  | 1983年12月5日 - 9日                   | フィレンツェ（ イタリア）                      |
| 8  | 1984年10月29日 - 11月2日              | ブエノスアイレス（ アルゼンチン）              |
| 9  | 1985年12月2日 - 6日                   | パリ（ フランス）                              |
| 10 | 1986年11月24日 - 28日                 | パリ（ フランス）                              |
| 11 | 1987年12月7日 - 11日                  | パリ（ フランス）                              |
| 12 | 1988年12月5日 - 9日                   | ブラジリア（ ブラジル）                        |
| 13 | 1989年12月11日 - 15日                 | パリ（ フランス）                              |
| 14 | 1990年12月7日 - 12月12日              | バンフ（ カナダ）                              |
| 15 | 1991年12月9日 - 13日                  | カルタゴ（ チュニジア）                        |
| 16 | 1992年12月7日 - 14日                  | サンタフェ（ アメリカ合衆国）                  |
| 17 | 1993年12月6日 - 11日                  | カルタヘナ（ コロンビア）                      |
| 18 | 1994年12月12日 - 17日                 | プーケット（ タイ）                            |
| 19 | 1995年12月4日 - 9日                   | ベルリン（ ドイツ）                            |
| 20 | 1996年12月2日 - 7日                   | メリダ（ メキシコ）                            |
| 21 | 1997年12月1日 - 6日                   | ナポリ（ イタリア）                            |
| 22 | 1998年11月30日 - 12月5日              | 京都（ 日本）                                  |
| 23 | 1999年11月29日 - 12月4日              | マラケシュ（ モロッコ）                        |
| 24 | 2000年11月27日 - 12月2日              | ケアンズ（ オーストラリア）                    |
| 25 | 2001年12月11日 - 16日                 | ヘルシンキ（ フィンランド）                    |
| 26 | 2002年6月24日 - 29日                  | ブダペスト（ ハンガリー）                      |
| 27 | 2003年6月30日 - 7月5日                | パリ（ フランス）                              |
| 28 | 2004年6月28日 - 7月7日                | 蘇州（ 中華人民共和国）                        |
| 29 | 2005年7月10日 - 17日                  | ダーバン（ 南アフリカ共和国）                  |
| 30 | 2006年7月8日 - 16日                   | ヴィリニュス（ リトアニア）                    |
| 31 | 2007年6月23日 - 7月2日                | クライストチャーチ（ ニュージーランド）        |
| 32 | 2008年7月2日 - 10日                   | ケベック（ カナダ）                            |
| 33 | 2009年6月22日 - 30日                  | セビリア（ スペイン）                          |
| 34 | 2010年7月25日 - 8月3日                | ブラジリア（ ブラジル）                        |
| 35 | 2011年6月19日 - 29日                  | パリ（ フランス）                              |
| 36 | 2012年6月25日 - 7月5日                | サンクトペテルブルク（ ロシア）                |
| 37 | 2013年6月17日 - 27日                  | プノンペン（ カンボジア）                      |
| 38 | 2014年6月15日 - 25日                  | ドーハ（ カタール）                            |
| 39 | 2015年6月28日 - 7月8日                | ボン（ ドイツ）                                |
| 40 | 2016年7月10日 - 17日、10月24日 - 26日 | イスタンブール（ トルコ）/パリ（ フランス）    |
| 41 | 2017年7月2日 - 12日                   | クラクフ（ ポーランド）                        |
| 42 | 2018年6月24日 - 7月4日                | マナーマ（ バーレーン）                        |
| 43 | 2019年6月30日 - 7月10日               | バクー（ アゼルバイジャン）                    |
| 44 | 2021年7月16日 - 31日                  | 福州（ 中華人民共和国）/オンラインミーティング |
| 45 | 2023年9月10日 - 25日                  | カザン（ ロシア） →リヤド（ サウジアラビア）   |
| 46 | 2024年7月21日 - 31日                  | ニューデリー（ インド）                        |
| 47 | 2025年7月6日 - 16日                   | ソフィア（ ブルガリア）                        |

## 各回の概要

### 第1回
第1回世界遺産委員会は、1977年6月27日から7月1日にかけてパリ（フランス）で開催された。

### 第2回
第2回世界遺産委員会は、1978年9月5日から8日にかけてワシントンD.C.（アメリカ合衆国）で開催された。世界遺産リストの作成が始まったのはこの第2回からであり、いわゆる負の世界遺産に分類されるゴレ島をはじめとする文化遺産8件、ガラパゴス諸島をはじめとする自然遺産4件の計12件が「世界遺産第一号」として登録された。世界遺産保有国となったのは、エチオピア、セネガル、アメリカ合衆国、カナダ、エクアドル、ドイツ、ポーランドである。

### 第3回
第3回世界遺産委員会は、1979年10月22日から26日にかけてルクソール（エジプト）で開催された。文化遺産34件、自然遺産10件、そして初の複合遺産であるティカル国立公園の計45件が新規に登録され、世界遺産の総数は57件となった（Category:1979年登録の世界遺産も参照のこと）。シリア・ネパール・イランがアジアでは最初の世界遺産保有国となったほか、世界遺産制度発足のきっかけとなったヌビア遺跡も、この年の審議で世界遺産リストに加わった。
コトルの自然と歴史・文化地域（ユーゴスラビア社会主義連邦共和国）が、地震による深刻な被害を理由に危機にさらされている世界遺産（危機遺産）リスト登録第一号となった（2003年にリストから除去）。

### 第4回
第4回世界遺産委員会は、1980年9月1日から5日にかけてパリ（フランス）で開催された。文化遺産22件、自然遺産6件が新規に登録されて、総数は85件となった（Category:1980年登録の世界遺産も参照のこと）。
なお、前年に自然遺産として登録されていたオフリド湖（ユーゴスラビア社会主義連邦共和国）に、文化遺産としての基準が追加適用されたため（オフリド地域の自然・文化遺産）、自然遺産の総数が1件減った代わりに、複合遺産が2件になった。

### 第5回
第5回世界遺産委員会は、1981年10月26日から30日にかけてシドニー（オーストラリア）で開催された。文化遺産15件、自然遺産9件、複合遺産2件が新規に登録され、世界遺産の総数は112件となった（Category:1981年登録の世界遺産も参照のこと）。開催国オーストラリアが推薦していたカカドゥ国立公園、ウィランドラ湖群地域、グレート・バリア・リーフの3件がオセアニア初の世界遺産として登録された。

### 第6回
第6回世界遺産委員会は、1982年12月13日から17日にかけてパリ（フランス）で開催された。文化遺産17件、自然遺産5件、複合遺産2件が新規に登録され、世界遺産の総数は136件となった（Category:1982年登録の世界遺産も参照のこと）。
エルサレムの旧市街とその城壁群が危機遺産リストに登録された。2017年の第41回世界遺産委員会の時点でもリストに残り続けており、最も長い期間リストに記載されている物件となっている。

### 第7回
第7回世界遺産委員会は、1983年|12月5日から9日にかけて開催された。開催地は前年に歴史地区が世界遺産リストに登録されていたフィレンツェ（イタリア）である。文化遺産19件、自然遺産9件、複合遺産1件が新規に登録され、世界遺産の総数は165件となった（Category:1983年登録の世界遺産も参照のこと）。

### 第8回
第8回世界遺産委員会は、1984年10月29日から11月2日にかけてブエノスアイレス（アルゼンチン）で開催された。文化遺産16件、自然遺産7件が新規に登録されたが、バージェス頁岩（1980年登録）が新規登録のカナディアン・ロッキー山脈自然公園群の一部となり、サン・ミゲル・ダス・ミソンイス遺跡（1983年登録）が新規登録のグアラニーのイエズス会伝道所群の一部となったため、世界遺産の総数は186件となった（Category:1984年登録の世界遺産も参照のこと）。開催国アルゼンチンの世界遺産としては、前記グアラニーのイエズス会伝道所群のほか、イグアス国立公園が新規に登録された。
ンゴロンゴロ保全地域（タンザニア）、ジュッジ鳥類国立公園（セネガル）、ガランバ国立公園（コンゴ民主共和国）というアフリカの3つの自然遺産が危機遺産リストに登録された。これで危機遺産の総数は5件となった。

### 第9回
第9回世界遺産委員会は、1985年12月2日から12月6日にかけてパリ（フランス）で開催された。文化遺産25件、自然遺産4件、複合遺産1件が新規に登録され、世界遺産の総数は216件となった（Category:1985年登録の世界遺産も参照のこと）。
この年に登録されたベナン初の世界遺産であるアボメイの王宮群は、前年の竜巻被害を理由として、危機遺産に同時登録された。これで危機遺産の総数は6件となった。

### 第10回
第10回世界遺産委員会は、1986年11月24日から28日にかけてパリ（フランス）で開催された。文化遺産23件、自然遺産8件が新規に登録され、世界遺産の総数は247件となった（Category:1986年登録の世界遺産も参照のこと）。
チャン・チャン遺跡地帯が、健在の劣化による保存上の問題を理由として、危機遺産リストに登録された。

### 第11回
第11回世界遺産委員会は、1987年12月7日から11日にかけてパリ（フランス）で開催された。文化遺産32件、自然遺産8件、複合遺産1件が新規に登録され、世界遺産の総数は288件となった（Category:1987年登録の世界遺産も参照のこと）。

### 第12回
第12回世界遺産委員会は、1988年12月5日から9日にかけて開催された。開催地は、モダニズム建築の優れた計画都市として前年に世界遺産リストに加えられていたブラジリア（ブラジル）である。文化遺産19件、自然遺産5件、複合遺産3件が新規に登録され、世界遺産の総数は315件となった（Category:1988年登録の世界遺産も参照のこと）。
前年に世界遺産リストに登録されていたバハラ城塞（オマーン）が、保全状況の不備によって危機遺産リストに登録された。その一方、ジュッジ鳥類国立公園は危機遺産リストから除去され、危機遺産の総数に変化はなかった。

### 第13回
第13回世界遺産委員会は、1989年12月11日から15日にかけてパリ（フランス）で開催された。文化遺産4件、自然遺産2件、複合遺産1件が新規に登録され、世界遺産の総数は322件となった（Category:1989年登録の世界遺産も参照のこと）。
世界遺産第一号のひとつであるヴィエリチカ岩塩坑が、換気設備の不備による坑内環境の悪化などを理由として、危機遺産リストに登録された。他方で、農業用地拡大などによって保護環境が悪化していたンゴロンゴロ保全地域は、監視・管理体制が整備されたことから危機遺産リストから除去されたため、危機遺産の総数に変化はなかった。

### 第14回
第14回世界遺産委員会は、1990年12月7日から12日にかけてバンフ（カナダ）で開催された。文化遺産11件、自然遺産5件、複合遺産1件が新規に登録されたが、自然遺産のうちのラ・アミスター国立公園は、既存の物件と統合してタラマンカ山脈＝ラ・アミスター保護区群とラ・アミスター国立公園の一部となったため、世界遺産の総数は336件となった（Category:1990年登録の世界遺産も参照のこと）。
トンブクトゥ（マリ共和国）が砂漠化の進行などを理由として危機遺産リストに登録され、危機遺産の総数は8件となった。

### 第15回
第15回世界遺産委員会は、1991年12月9日から13日にかけてカルタゴ（チュニジア）で開催された。文化遺産16件、自然遺産6件が新規に登録され、世界遺産の総数は358件となった（Category:1991年登録の世界遺産も参照のこと）。
ユーゴスラビア社会主義連邦共和国解体への動きの中での保護環境悪化や潜在的危機を理由として、プリトヴィツェ湖群国立公園とドゥブロヴニク旧市街が危機遺産リストに登録され、危機遺産の総数は10件になった。

### 第16回
第16回世界遺産委員会は、1992年12月7日から14日にかけてニューメキシコ州サンタフェ（アメリカ合衆国）で開催された。文化遺産16件、自然遺産4件が新規に登録され、世界遺産の総数は378件となった（Category:1992年登録の世界遺産も参照のこと）。開催地アメリカ合衆国の世界遺産としては、ニューメキシコ州のプエブロ・デ・タオス（現登録名タオス・プエブロ）が世界遺産リストに加えられている。なお、自然遺産として1990年に登録されていたリオ・アビセオ国立公園（ペルー）に文化遺産基準が追加適用され、複合遺産となった。
ガランバ国立公園が危機遺産リストから除去された代わりに、ニンバ山厳正自然保護区（ギニア共和国/コートジボワール）、アイル・テネレ自然保護区（ニジェール）、マナス野生生物保護区（インド）、サンガイ国立公園（エクアドル）、スレバルナ自然保護区（ブルガリア）、アンコール（カンボジア）の6件が危機遺産リストに登録され、その総数は15件となった。

### 第17回
第17回世界遺産委員会は、1993年12月6日から11日にかけて開催された。開催地は、港や歴史的建造物群などが1984年に世界遺産リストに登録されているカルタヘナ（コロンビア）である。文化遺産29件、自然遺産4件が新規に登録され、世界遺産の総数は411件となった（Category:1993年登録の世界遺産も参照のこと）。新規に世界遺産保有国となったのは、姫路城、法隆寺地域の仏教建造物、屋久島、白神山地の登録が認められた日本など8か国である。なお、1990年に自然遺産として登録されたトンガリロ国立公園（ニュージーランド）に文化遺産基準が追加適用され、複合遺産となると同時に、世界遺産になった文化的景観第一号となった。
エバーグレーズ国立公園（アメリカ合衆国）が周辺地域の開発や水銀・農薬汚染の被害などを理由として、危機遺産リストに登録され、その総数は16件となった。

### 第18回
第18回世界遺産委員会は、1994年12月12日から17日にかけてプーケット（タイ）で開催された。文化遺産21件、自然遺産8件が新規に登録され、世界遺産の総数は440件となった（Category:1994年登録の世界遺産も参照のこと）。なお、1987年に自然遺産として登録されていたウルル＝カタ・ジュタ国立公園（オーストラリア）に文化遺産基準が追加適用され、複合遺産となった。
ヴィルンガ国立公園（コンゴ民主共和国）が、ルワンダ紛争による難民流入などを理由として危機遺産リストに登録され、その総数は17件となった。

### 第19回
第19回世界遺産委員会は、1995年12月4日から9日にかけて開催された。開催地は、宮殿群や公園群が1990年に世界遺産リストに登録されているベルリン（ドイツ）である。文化遺産23件、自然遺産6件が新規に登録され、世界遺産の総数は469件となった（Category:1995年登録の世界遺産も参照のこと）。開催国ドイツの世界遺産としては、メッセル採掘場の化石発掘現場が新規に世界遺産リストに加えられた。なお、フィリピン・コルディリェーラの棚田群の新規登録は、世界遺産の多様化を促進する文化的景観として、委員国から好意的に評価された。
イエローストーン国立公園（アメリカ合衆国）が、鉱山開発などによる環境悪化を理由として危機遺産リストに登録され、その総数は18件となった。

### 第20回
第20回世界遺産委員会は、1996年12月2日から7日にかけてメリダ（メキシコ）で開催された。文化遺産30件、自然遺産5件、複合遺産2件が新規に登録され、世界遺産の総数は506件となった（Category:1996年登録の世界遺産も参照のこと）。開催国メキシコの世界遺産としては、古代都市ウシュマル、ケレタロの歴史的建造物地区が新規に世界遺産リストに加えられた。新規物件の審議で特に議論になったのは原爆ドームで、戦争遺跡の登録の是非などが議論となった。
危機遺産リストにリオ・プラタノ生物圏保護区（ホンジュラス）、イシュケル国立公園（チュニジア）、シミエン国立公園（エチオピア）が新規登録され、ガランバ国立公園（コンゴ民主共和国）が再登録された。その結果、総数は22件となった。

### 第21回
第21回世界遺産委員会は、1997年12月1日から6日にかけて開催された。開催地は1995年に歴史地区が世界遺産リストに登録されているナポリ（イタリア）である。文化遺産38件、自然遺産7件、複合遺産1件が新規に登録され、世界遺産の総数は552件となった（Category:1997年登録の世界遺産も参照のこと）。新規登録物件のうち、ポンペイ、ヘルクラネウム及びトッレ・アンヌンツィアータの遺跡地域など10件はイタリアの世界遺産である。
プリトヴィツェ湖群国立公園が危機遺産リストから除去された代わりに、オカピ野生生物保護区とカフジ＝ビエガ国立公園（ともにコンゴ民主共和国）、マノヴォ＝グンダ・サン・フローリス国立公園（中央アフリカ共和国）、ブトリント（アルバニア）が危機遺産リストに登録され、その総数は25件となった。

### 第22回

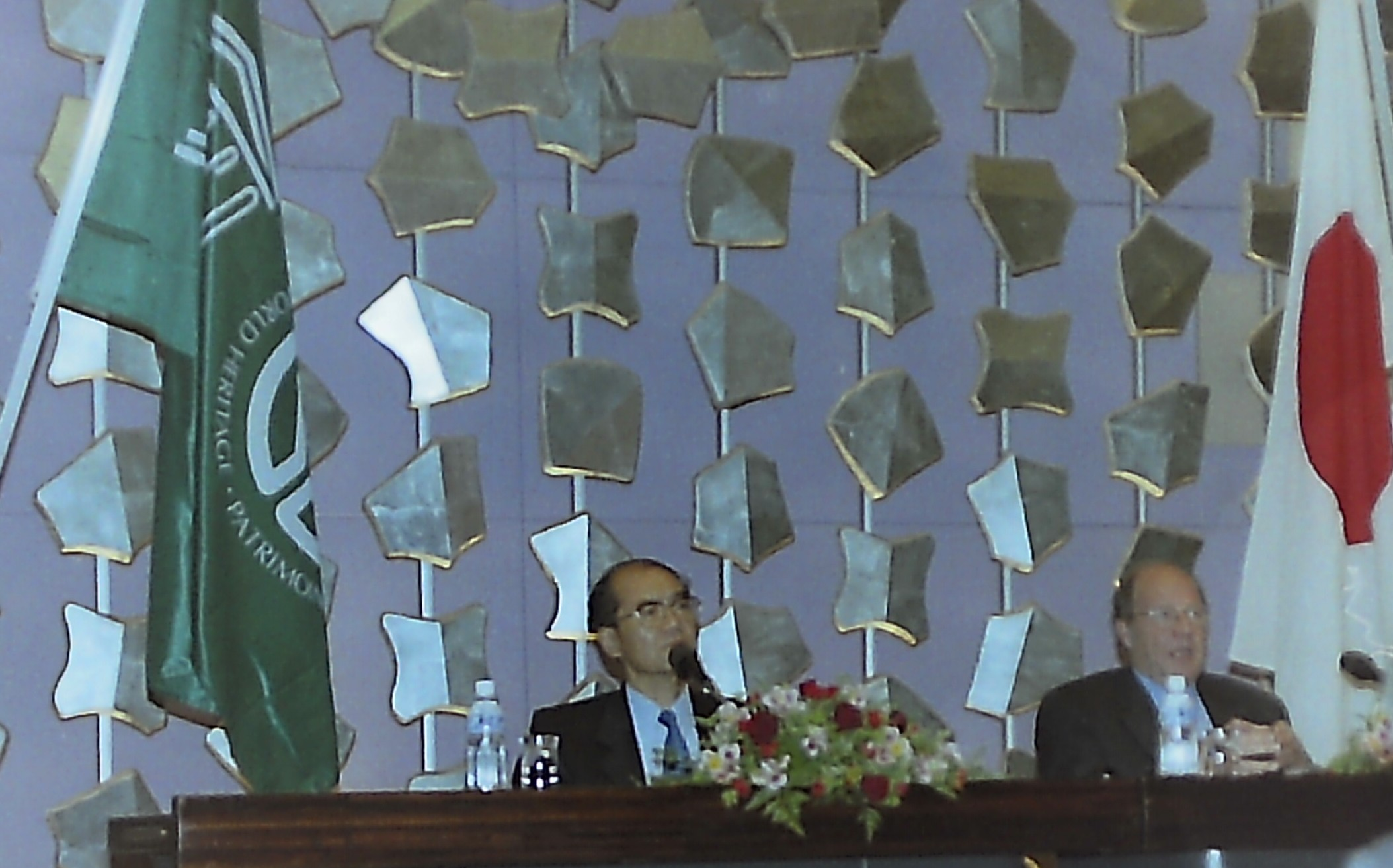
第22回世界遺産委員会での松浦晃一郎議長とドロステ世界遺産センター所長

第22回世界遺産委員会は、1998年11月30日から12月5日にかけて開催された。開催地は、1994年に歴史的な寺社や二条城が世界遺産リストに登録されている京都（日本）である。文化遺産27件、自然遺産3件が新規に登録され、世界遺産の総数は582件となった（Category:1998年登録の世界遺産も参照のこと）。開催国日本の世界遺産としては、古都奈良の文化財が新規に世界遺産リストに加えられた。
ドゥブロヴニク旧市街とヴィエリチカ岩塩坑が危機遺産リストから除去され、その総数は23件となった。
世界遺産センター初代所長のベルント・フォン・ドロステの翌年初めの退任が正式に発表された。

### 第23回
第23回世界遺産委員会は、1999年11月29日から12月4日にかけてに開催された。開催地は1985年に旧市街が世界遺産リストに加えられているマラケシュ（モロッコ）である。文化遺産35件、自然遺産11件、複合遺産2件が新規に登録され、世界遺産の総数は630件となった（Category:1999年登録の世界遺産も参照のこと）。
ルウェンゾリ山地国立公園（ウガンダ）、サロンガ国立公園（コンゴ民主共和国）、イグアス国立公園（ブラジル）、ハンピの建造物群（インド）が危機遺産リストに登録され、その総数は27件となった。なお、サロンガ国立公園の危機遺産リスト登録によって、コンゴ民主共和国の世界遺産は5件全てが危機遺産という状況に陥った。

### 第24回
第24回世界遺産委員会は、2000年11月27日から12月2日にかけてケアンズ（オーストラリア）で開催された。文化遺産50件、自然遺産10件、複合遺産1件が新規に登録されたが、シャンボールの城と領地（1981年登録）が新規物件のシュリー＝シュル＝ロワールからシャロンヌまでのロワール渓谷の一部とされたため、世界遺産の総数は690件となった（Category:2000年登録の世界遺産も参照のこと）。一度の世界遺産委員会で60件以上が新規登録されたのは、第24回が唯一である。新規登録物件には、開催国オーストラリアの世界遺産であるグレーター・ブルー・マウンテンズ地域が含まれる。
危機遺産リストには、古都ザビード（イエメン）、ラホール城とシャーラマール庭園（パキスタン）の2件が新規登録され、ジュッジ鳥類国立公園が再登録された。この結果、危機遺産の総数は30件に達した。

### 第25回
第25回世界遺産委員会は、2001年12月11日から16日にかけてヘルシンキ（フィンランド）で開催された。文化遺産25件、自然遺産6件が新規に登録され、世界遺産の総数は721件となった（Category:2001年登録の世界遺産も参照のこと）。
危機遺産リストからはイグアス国立公園が除去されたが、フィリピン・コルディリェーラの棚田群（フィリピン）、アブ・メナ（エジプト）の2件が登録されたため、その総数は31件になった。

### 第26回
第26回世界遺産委員会は、2002年6月24日から29日にかけてブダペスト（ハンガリー）で開催された。この年から開催時期が12月頃から6月頃に移行したため、前回から半年ほどでの開催となり、新規登録件数の少なさにも繋がった。文化遺産9件が新規に登録され、世界遺産の総数は730件となった（Category:2002年登録の世界遺産も参照のこと）。開催国ハンガリーの世界遺産としては、トカイのワイン産地の歴史的・文化的景観が新規に登録されたほか、初の地下鉄の世界遺産が加わる形で、ブダペストのドナウ河岸とブダ城地区およびアンドラーシ通りが拡大登録された。
ジャームのミナレットと考古遺跡群（アフガニスタン）、ティパサ（アルジェリア）の2件が危機遺産リストに登録され、その総数は33件となった。
世界遺産条約成立から30周年ということで、「世界遺産に関するブダペスト宣言」が出された。

### 第27回
第27回世界遺産委員会は、2003年6月30日から7月5日にかけて開催された。当初の開催予定都市は蘇州（中華人民共和国）であったが、SARS流行のために、パリ（フランス）の世界遺産センターでの開催に変更された。文化遺産19件、自然遺産5件が新規に登録され、世界遺産の総数は754件となった（Category:2003年登録の世界遺産も参照のこと）。
コトルの自然と歴史・文化地域、スレバルナ自然保護区、イエローストーン国立公園が危機遺産リストから除去されたが、イエローストーンの除去の適否を巡って審議は大いに紛糾した。他方で、コモエ国立公園（コートジボワール）、アッシュール（イラク）、バーミヤン渓谷の文化的景観と古代遺跡群（アフガニスタン）、城壁都市バクー、シルヴァンシャー宮殿、及び乙女の塔（アゼルバイジャン）、カトマンズの渓谷（ネパール）が危機遺産リストに登録された結果、その総数は35件となった。このうち、アッシュールは緊急案件として世界遺産に推薦され、登録と同時に危機遺産となった。

### 第28回
第28回世界遺産委員会は、2004年6月28日から7月7日にかけて蘇州（中華人民共和国）で開催された。文化遺産29件、自然遺産5件が新規に登録され、世界遺産の総数は788件となった（Category:2004年登録の世界遺産も参照のこと）。新規登録物件の中では、朝鮮民主主義人民共和国（北朝鮮）が推薦していた高句麗古墳群と、中国が推薦していた高句麗前期の都城と古墳をひとまとめに登録するのか、別個に登録するのかが議論になった。結果的には、将来的な統合を視野に入れつつも、別個に登録することが認められた。前者は北朝鮮にとって初の世界遺産である。
ルウェンゾリ山地国立公園、バハラ城塞、アンコール遺跡が危機遺産リストから除去された代わりに、バムとその文化的景観（イラン）、ケルン大聖堂（ドイツ）、キルワ・キシワニとソンゴ・ムナラの遺跡群（タンザニア）が新規に登録されたため、危機遺産の総数に変化はない。なお、バムとその文化的景観は、バム地震による壊滅的被害を踏まえて緊急案件として審議・登録された世界遺産で、登録と同時の危機遺産リスト入りとなった。また、ケルン大聖堂は、都市開発と世界遺産との景観における調和が問題となって危機遺産リストに登録された最初の事例であり、世界遺産リストからの抹消の可能性も議題に上った。

### 第29回
第29回世界遺産委員会は、2005年7月10日から17日にかけてダーバン（南アフリカ共和国）で開催された。文化遺産17件、自然遺産7件が新規に登録され、世界遺産の総数は812件となった（Category:2005年登録の世界遺産も参照のこと）。なお、1986年に自然遺産として登録されていたセント・キルダ（イギリス）は、文化遺産基準が追加適用され、複合遺産となった。開催国である南アフリカ共和国の世界遺産には、新たにフレデフォート・ドームが加わった。また、「スタルクフォンテイン、スワルトクランス、クロムドライおよび周辺地域の人類化石遺跡群」（現南アフリカの人類化石遺跡群）の拡大登録が行われたのもこの会議である。
危機遺産リストにはハンバーストーンとサンタ・ラウラの硝石工場群（チリ）、コロとその港（ベネズエラ）が加えられたが、ブトリント、トンブクトゥ、サンガイ国立公園が除外されたため、危機遺産の総数は前年よりも1件減って34件となった。

### 第30回
第30回世界遺産委員会は、2006年7月8日から16日にかけて開催された。開催地は、1994年に歴史地区が世界遺産リストに加えられていたヴィリニュス（リトアニア）である。文化遺産16件、自然遺産2件が新規に登録され、世界遺産の総数は830件となった（Category:2006年登録の世界遺産も参照のこと）。
世界遺産の登録基準について変更が行われ、従来の自然と文化を分けていた基準から、10項目に統合した基準に移行することが決まり、翌年の世界遺産委員会から適用されることになった。
危機遺産リストにはドレスデン・エルベ渓谷（ドイツ）、コソボの中世建造物群（セルビア）が加わったが、ジュッジ鳥類国立公園、イシュケル国立公園、ティパサ、ハンピの建造物群、ケルン大聖堂が除去されたため、危機遺産の総数は3件減って31件となった。

### 第31回
第31回世界遺産委員会は、2007年6月23日から7月2日にかけてクライストチャーチ（ニュージーランド）で開催された。文化遺産16件、自然遺産5件、複合遺産1件が新規に登録されたが、アラビアオリックスの保護区（オマーン）が世界遺産リストから抹消されたため、世界遺産の総数は851件となった（Category:2007年登録の世界遺産も参照のこと）。世界遺産リストから抹消された物件が出たのは、これが初めてである。
危機遺産リストには世界遺産第一号のひとつであるガラパゴス諸島（エクアドル）のほか、ニョコロ＝コバ国立公園（セネガル）、サーマッラーの考古学都市（イラク）が加えられたが、エバーグレーズ国立公園、リオ・プラタノ生物圏保護区、アボメイの王宮群、カトマンズの渓谷が除去されたため、総数は1件減って30件となった。

### 第32回
第32回世界遺産委員会は、2008年7月2日から10日にかけて開催された。開催地は、1985年に旧市街の歴史地区が世界遺産リストに登録されていたケベック・シティ（カナダ）である。文化遺産19件、自然遺産8件が新規に登録され、世界遺産の総数は878件となった。開催国カナダの世界遺産としては、ジョギンズの化石断崖群が新たに加えられた。新規登録物件の中ではタイとカンボジア国境に位置するプレアヴィヒア寺院の登録が、議論を呼ぶものだった。なお、この委員会以降、従来のコアゾーン（核心地域）、バッファーゾーン（緩衝地域）という区分を変更し、前者を「資産」(property) と呼ぶことになった。
危機遺産リストに変動はなかった。

### 第33回
第33回世界遺産委員会は、2009年6月22日から30日にかけて開催された。開催地はセビリア（スペイン）である。文化遺産11件、自然遺産2件が新規に登録されたが、ドレスデン・エルベ渓谷（ドイツ）が世界遺産リストから抹消されたため、世界遺産の総数は890件となった。開催国スペインの世界遺産には、ヘラクレスの塔が新たに加えられた。
前述のように、ドレスデン・エルベ渓谷は世界遺産リスト自体から抹消されたため、危機遺産リストからも除去された。城壁都市バクー、シルヴァンシャー宮殿、及び乙女の塔は状況の改善によって危機遺産リストから除去され、都合2件減ったが、ベリーズ珊瑚礁保護区（ベリーズ）、ロス・カティオス国立公園（コロンビア）、ムツヘタの歴史的建造物群（グルジア）の3件が追加されたため、総数としては1件増加の31件となった。

### 第34回
第34回世界遺産委員会は、2010年7月25日から8月3日にかけて開催された。開催地は1988年に続く2度目の開催となるブラジリア（ブラジル）である。文化遺産15件、自然遺産5件、複合遺産1件が新規に登録され、世界遺産の総数は911件となった（Category:2010年登録の世界遺産も参照のこと）。開催国ブラジルの世界遺産には、「登録延期」勧告を覆して逆転登録されたサン・クリストヴァンの町のサン・フランシスコ広場が加わった。なお、1978年に自然遺産として登録されていたンゴロンゴロ保全地域（タンザニア）は文化遺産基準が追加適用され、複合遺産となった。
危機遺産リストからはガラパゴス諸島が除去されたものの、エバーグレーズ国立公園が再登録されたほか、アツィナナナの雨林（マダガスカル）、バグラティ大聖堂とゲラティ修道院（グルジア）、カスビのブガンダ歴代国王の墓（ウガンダ）の3件が新規に登録されたため、総数は34件となった。

### 第35回
第35回世界遺産委員会は、2011年6月19日から29日にかけて開催された。当初の開催予定地はバーレーンだったが、2011年バーレーン騒乱を理由としてパリ（フランス）の世界遺産センターでの開催に変更された。文化遺産21件、自然遺産3件、複合遺産1件が新規に登録され、世界遺産の総数は936件となった。この会議では、諮問機関が「登録」を勧告した物件（11件）よりも、「登録延期」「情報照会」などの勧告が出されていて逆転登録を果たした物件（15件）の方が多かった。これは異例のこととして、議論でも問題視する意見が出された。
危機遺産リストからはマナス野生生物保護区が除去されたものの、スマトラの熱帯雨林遺産の新規登録とリオ・プラタノ生物圏保護区の再登録が行われたため、総数は35件となった。

### 第36回
第36回世界遺産委員会は、2012年6月25日から7月5日にかけて開催された。開催地は、1990年に歴史地区と関連建造物群が世界遺産リストに加えられていたサンクトペテルブルク（ロシア）である。文化遺産20件、自然遺産5件、複合遺産1件が新規に登録され、世界遺産の総数は962件となった。
危機遺産リストからは2件除去されたものの5件増加したため、総数は38件となった。

### 第37回
第37回世界遺産委員会は、2013年6月17日から27日にかけてプノンペン（カンボジア）で開催された。文化遺産14件、自然遺産5件が新規に登録され、世界遺産の総数は981件となった。新規にカタール、レソト、フィジーが世界遺産保有国となった。
危機遺産リストからはバムとその文化的景観が除去されたものの、東レンネル（ソロモン諸島）が追加されたほか、シリア騒乱を理由としてシリアの世界遺産6件全てが危機遺産リスト入りをしたため、総数は44件となった。

### 第38回
第38回世界遺産委員会は、2014年6月15日から25日にかけてドーハ（カタール）で開催された。文化遺産21件、自然遺産4件、複合遺産1件が新規に登録され、世界遺産の総数は1,007件となった。1,000件目の世界遺産として公式にアナウンスされたのは、オカバンゴ・デルタ（ボツワナ）である。新規にミャンマーが世界遺産保有国となった。
危機遺産リストからはキルワ・キシワニとソンゴ・ムナラの遺跡群が除去されたものの、セルース猟獣保護区（タンザニア）、ポトシ市街（ボリビア）、オリーブとワインの地パレスチナ - エルサレム地方南部バティルの文化的景観（パレスチナ、緊急案件としてこの回に登録）が追加されたため、総数は46件となった。

### 第39回
第39回世界遺産委員会は、2015年6月28日から7月8日にボン（ドイツ）で開催された。文化遺産23件、自然遺産0件、複合遺産1件が新規に登録され、世界遺産の総数は1,031件となった。新規にシンガポールとジャマイカが世界遺産保有国となった。
危機遺産リストからはロス・カティオス国立公園が除去されたものの、シバームの旧城壁都市・サナア旧市街（いずれもイエメン）、ハトラ（イラク）が追加されたため、総数は48件となった。

### 第40回
第40回世界遺産委員会は、2016年7月10日から7月17日にイスタンブール（トルコ）で開催された。当初は7月20日までの日程だったが、会期中に発生したクーデター未遂事件の影響によって短縮され、残った議案は10月24日から26日にユネスコ本部で開催される委員会に回されることが決まった。公式サイトではこの10月の委員会は臨時委員会とは位置づけられていない。
この委員会では文化遺産12件、自然遺産6件、複合遺産3件が新規に登録され、世界遺産の総数は1,052件となった。新規にアンティグア・バーブーダとミクロネシア連邦が世界遺産保有国となった。危機遺産リストからはムツヘタの歴史的建造物群が除去されたものの、ジェンネ旧市街（マリ）、シャフリサブス歴史地区（ウズベキスタン）、ナンマトル:東ミクロネシアの祭祀センター（ミクロネシア連邦）のほか、リビアの世界遺産5件全てが追加されたため、8増1減で総数は55件となった。

### 第41回
第41回世界遺産委員会は2017年7月2日から12日までクラクフ（ポーランド）で開催された。文化遺産18件、自然遺産3件、複合遺産0件が新規に登録され、世界遺産の総数は1,073件となった。新規に世界遺産保有国となったのは、アンゴラとエリトリアである。
「バグラティ大聖堂とゲラティ修道院」（ジョージア）からバグラティ大聖堂が除去され、「ゲラティ修道院」となった。構成資産の抹消は異例のことである。危機遺産リストからは、このゲラティ修道院と、シミエン国立公園（エチオピア）、コモエ国立公園（コートジボワール）が除外された。その一方、ウィーン歴史地区（オーストリア）、ヘブロン（アル＝ハリール）旧市街（パレスチナ）が加えられ、危機遺産の総数は前年に比べて1減の54件となった。

### 第42回
第42回世界遺産委員会は2018年6月24日から7月4日までマナーマ（バーレーン）で開催された。文化遺産13件、自然遺産3件、複合遺産3件が新規に登録され、世界遺産の総数は1,092件となった。新規に世界遺産保有国となった締約国はない。
危機遺産リストからベリーズ珊瑚礁保護区（ベリーズ）が外れた一方、トゥルカナ湖国立公園群（ケニア）が加わったため、危機遺産の総数は前年と同じ54件のままとなった。

### 第43回
第43回世界遺産委員会は2019年6月30日から7月10日までバクー（アゼルバイジャン）で開催された。文化遺産24件、自然遺産4件、複合遺産1件の計29件が登録された結果、世界遺産リスト登録資産の総数は1,121件となった。
危機遺産リストからはハンバーストーンとサンタ・ラウラの硝石工場群とイエス生誕の地:ベツレヘムの聖誕教会と巡礼路が除かれた一方、コガシラネズミイルカに絶滅の恐れがあることなどからカリフォルニア湾の島々と自然保護区群が加えられ、危機遺産は2減1増の53件となった。

### 第44回（拡大会合）

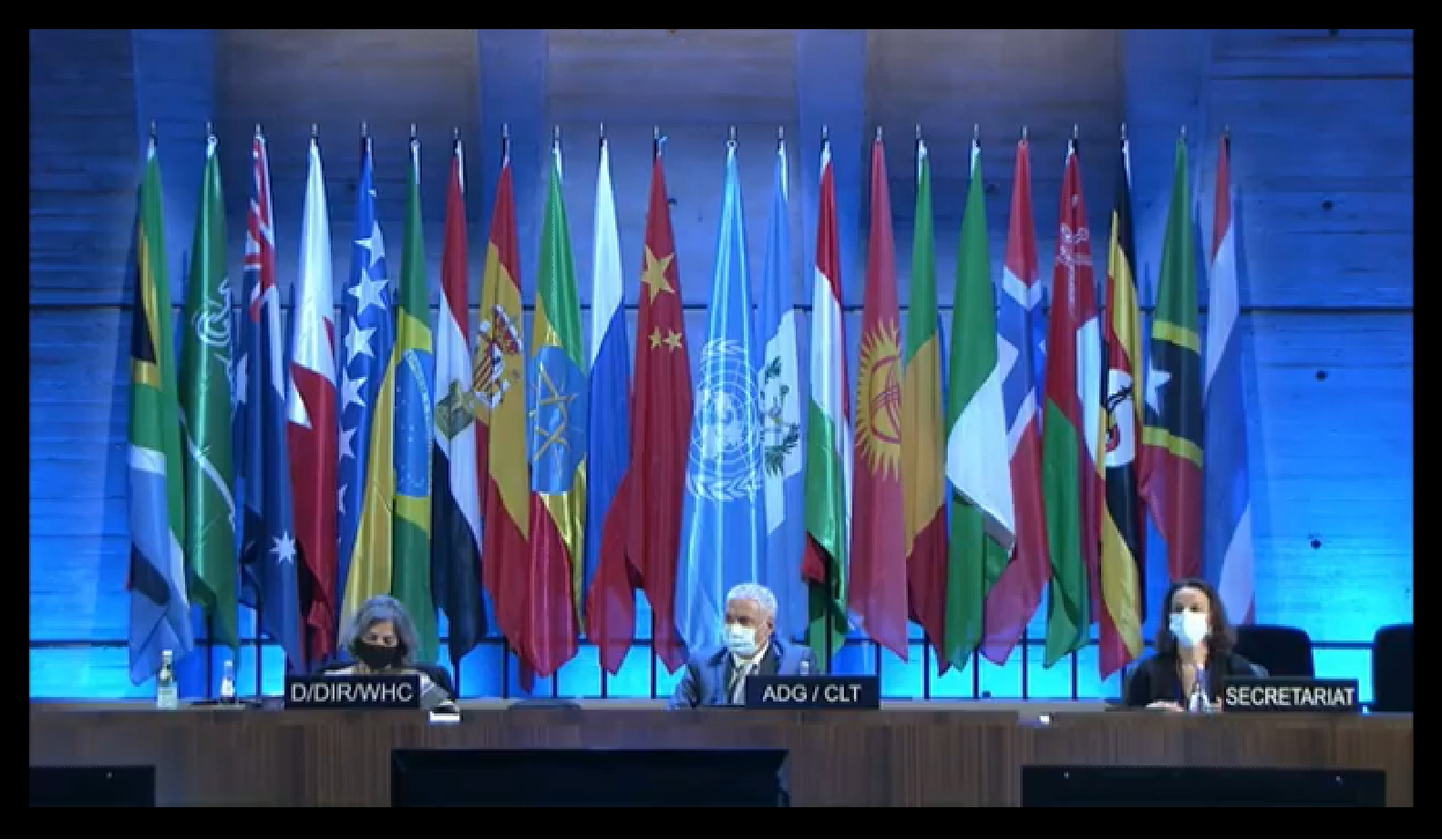
第44回世界遺産委員会

当初は2020年に開催予定だったが、新型コロナウイルス感染症の流行のため、延期された。2021年7月16日から7月31日にオンラインで開催された（公式サイトでは、開催地について "Fuzhou (China)/Online meeting"と表記されている。2020年、2021年審議予定だった資産がまとめて審議された結果、文化遺産29件、自然遺産5件、複合遺産0件が新規に登録された一方、海商都市リヴァプールが抹消された結果、世界遺産の総数は1,154件となった。新規に世界遺産保有国となった締約国はない。
危機遺産リストからは海商都市リヴァプールとサロンガ国立公園が除外された一方、ロシア・モンタナの鉱山景観が登録と同時に危機遺産リストに加えられたため、2減1増の52件となった。

### 第45回（拡大会合）
当初は2022年6月19日から30日にロシアで開催予定だったが、2月に勃発したロシアによるウクライナ侵攻への批判から開催は無期限延期となった。その後、ロシアが開催を辞退したことから、副議長国のサウジアラビアを議長国（開催国）として、2023年9月10日から25日まで開催された。2022年と2023年審議予定の資産をまとめて審議することから拡大会合という扱いになり、文化遺産33件、自然遺産9件、複合遺産0件が新規に登録された結果、世界遺産の総数は1,199件となった。ルワンダが新規に世界遺産保有国となった。
危機遺産は（後述の臨時委員会での3件追加により、この委員会開催時点で55件になっていたが）カスビのブガンダ歴代国王の墓（ウガンダ）が除去された一方、リヴィウ歴史地区、キーウの聖ソフィア大聖堂と関連する修道院群及びキーウ・ペチェールシク大修道院（いずれもウクライナ）の2件が加わり、2増1減で56件となった。

### 第46回
第46回世界遺産委員会は2024年7月21日から7月31日までニューデリー（インド）で開催された。聖ヒラリオン修道院 / テル・ウンム・アメル（パレスチナ）が緊急案件として登録されたほか、文化遺産18件、自然遺産4件、複合遺産1件が新規に登録され、世界遺産の総数は1223件となった。
危機遺産は、上述の聖ヒラリオン修道院 / テル・ウンム・アメルが登録された一方、ニョコロ＝コバ国立公園（セネガル）が除去されたため、総数は56件のままで変化はない。

### 第47回
第47回世界遺産委員会は、ソフィア（ブルガリア）で2025年7月6日から16日まで開催予定であったが、ブルガリアからの要請で日程は変えずにパリのユネスコ本部で開催することとなった。

### 臨時
正規の会合以外に臨時に開催されたことがある。初回から第13回まで及び16～18回の開催地はいずれもパリ（フランス）、第14・15回はオンライン・ミーティングである。
1. 1981年9月10日 - 11日
2. 1997年10月29日
3. 1999年7月12日
4. 1999年10月30日
5. 2001年9月12日
6. 2003年3月17日 - 22日
7. 2004年12月6日 - 11日
8. 2007年10月24日
9. 2010年6月14日
10. 2011年11月9日
11. 2015年11月19日
12. 2017年11月15日…同年の第41回世界遺産委員会で決まらなかった第42回世界遺産委員会開催地を決めた
13. 2019年11月28日
14. 2020年11月2日…第44回世界遺産委員会を2年分まとめる拡大委員会とすることを決定
15. 2021年3月29日…第44回世界遺産委員会のオンライン開催採択
16. 2021年11月26日
17. 2022年12月12日…第45回世界遺産委員会議長国ロシア辞任の確認作業
18. 2023年1月24日 - 25日…第45回世界遺産委員会開催地変更手続きのための緊急招集と緊急案件による3件の新規登録と危機遺産指定
19. 2023年11月23日および2024年1月8日…2023年の第45回世界遺産委員会で決まらなかった第46回世界遺産委員会の開催国を前期日程で、開催都市と開催期間を後期日程で決めた

臨時の委員会で新規に世界遺産が登録されたのは、エルサレムの旧市街とその城壁群がヨルダンの申請で登録された1981年と、18回でのオデーサ（ウクライナ）、ラシッド・カラメ国際見本市（レバノン）、マリブ（イエメン）。